# 旬 (漫画)
『旬』（いまどき）は、鈴木有布子による日本の少女漫画作品。

## 概要
『Wings』（新書館）において、2002年11月号から2004年2月号まで隔月でシリーズ連載された。全4話、単行本は全1巻。作者の単行本デビュー作。
同居中の義姉弟である主人公の少年と大人の女性とのラブストーリーを、血のつながらない義姉弟という微妙な距離、進路、過去のトラウマ、それらを通じ主人公が成長していく過程などを絡めながら、ふたりの日常を通して描いた作品。
続編にあたる作品として、『丘の上のバンビーナ』（ウィングス・コミックス、新書館）、『Bino!Bino!』（ウィングス・コミックス、新書館）がある。

## あらすじ
日比野 海（ひびの かい）は、有名進学男子校に通う高校生。将来は一流の料理人になるという確固たる夢を持ち、まじめで勉強が出来、家事までもこなす、今どき貴重なしっかりした少年。
桐島 あや子（きりしま あやこ）は、大手某社でDTPに携わる社会人。プライベートはだらしないが、会社では課の主任を務める、大人でクールなデキるキャリアウーマン。
2人は現在2人暮らし中の姉弟。ただし義理の……。
実は、海の生い立ちは少し複雑。父とは幼い頃に死別し、母子家庭で育った。その後、10年ほど前に母が再婚するも、義父と母は中学3年生のとき交通事故でともに他界してしまう。そして、身寄りの無くなった海を独立していた義父の娘・あや子が引き取ってくれたのである。
傍若無人のあや子に振り回され、スリル満点の日々に、今ではすっかり下僕状態の海。それでも、ほとんど顔を合わせたことのない自分に一緒に住もうと言ってくれたあや子は、どんなに気難しくても、どんなに酒癖・寝起きが悪くても、海にとって恩人に変わりない。
そんな日々を友人たちは「血のつながっていない、しかもあんな美人と一緒に暮らせるなんて羨ましい」と茶化すが、まじめな海は「保護者を失う」「家がなくなる」と取り付く島もない。
しかし、ある日、ふとしたことがきっかけで、海はあや子にとって自分の存在が迷惑なのではと思いつめてしまう。改めて自分の立場を考えた海は、あや子が「他人」だったこと、好きだったことに気づき、家を出ることを決意する。

## 登場人物
日比野 海（ひびの かい）
本作の主人公。16歳、高校2年生〜。
幼い頃に実父を、15歳のとき母と義父を亡くし、独りになったところを義姉・あや子に引き取られた。
進学校で有名な男子高校に通っている。将来は一流の料理人になることを夢見ており、あえて大学進学ではなく専門学校を目指している。ちなみに、成績は校内でもトップクラスを誇る秀才（ただし、美術は昔から苦手）。家では家計・家事全般を担うしっかり者で、特に料理は料理人を目指しているだけあってかなりの腕前。
まじめで温厚な性格とかわいらしい外見（中学生の頃はまるで女の子）から、一見頼りなさそうに見られがちだが、自分の考えをしっかり持っており、それを貫き通す頑固さ・強さがある。さらに、本当に怒らせるとかなり怖い。童顔がコンプレックス。
桐島 あや子（きりしま あやこ）
26歳〜。
海の9歳上の義姉（海の義父の娘）。両親の死後、身寄りのなくなった海を引き取った。父親が再婚してまもなく、大学進学のため家を出ており、それ以来、海とはほとんど会ったことがなかった。
大手某社でDTPに携わる仕事をしており、役職は製図課主任。美人でクールと評判のキャリアウーマン。その一方、プライベートはかなりルーズで、家事一切は海に任せっきり。特に料理はかなり苦手な様子。海の作る料理をこよなく愛している。
豪胆な性格で、海を巧みに翻弄するが、時には逆に驚かされることも。また、海のことを深く理解し、信頼している。ヘビースモーカー。見かけによらず、下戸。

### 海の学校
池上（いけがみ）
海の友人。紺野とともに海をからかっては楽しんでいる。細かいことがよく気になる。コンビニでアルバイト中。
大学卒業後は佐久間を尊敬し、教師になった模様。
紺野（こんの）
海の友人。池上とともに海をからかっては楽しんでいる。体育会系らしい。
大学卒業後は家業を継いで医者になった模様。
佐久間（さくま）
海の担任の国語教師。33歳、子持ち。
フランクで親しみやすく、生徒のことを信頼している。通称「サ熊」。
雨宮（あまみや）
「#（シャープ）」のみ登場。
進路指導のマッチョな体育教師。
押しがかなり強く、少々独善的というかなり濃い性格。見た目も負けず劣らず濃い。

### あや子の同僚
佐藤（さとう）
あや子の後輩の女性社員。製図課。背が小さい。小野と付き合っている。
小野（おの）
あや子の後輩の男性社員。製図課。口が軽い。佐藤と付き合っている。
綿貫（わたぬき）
「∞（ずっと）」のみ登場。
あや子と同期の技術開発課副課長。元は本社勤務だったが、京都へ転勤しており、転勤から4年後本社に戻ってきた。
背が高くイケメンで、仕事も出来る。
実はあや子の元彼。あや子が両親を亡くした上に義弟の海を引き取るという大変な時期にも関わらず、転勤をきっかけに別れた。しかし、別れた後もあや子との関係に後腐れがあり、転勤から4年間考え抜き、京都で課長にという話を蹴ってまで、ヨリを戻そうと帰ってきた。海とも多少の面識はある。

### その他
智朗（ともろう）
あや子の実父、故人。10年ほど前、海の母・美子と再婚（馴れ初めは郵貯）。再婚のとき、パパっ子だったあや子が再婚相手の美子とうまくやっていけるか不安に思っていた。
2年前に交通事故により他界。
美子（みこ）
海の実母、故人。10年ほど前、あや子の父・智朗と再婚。再婚のとき、海が年頃のあや子と姉弟としてうまくやっていけるか心配していた。自身が金銭的な問題で進学を断念したこともあり、海に大学進学を勧めていた。
2年前に交通事故により他界。
ひな子（ひなこ）
描き下ろしの番外編「花鳥風月」のみ登場。
3歳。海とあや子の娘。海を「パパ」、あや子を「あやこさん」と呼ぶ。
パパっ子で、あや子曰くあや子の小さい頃にそっくり。

## サブタイトル
- 旬（いまどき）
- 粋（クール）
- ♯（シャープ）
- ∞（ずっと）
- 花鳥風月

## 関連作品
- 丘の上のバンビーナ（ウィングス・コミックス、新書館）
- Bino!Bino!（ウィングス・コミックス、新書館）